# Alexander Friedrich von Lieven
Alexander Friedrich von Lieven (russisch Александр Карлович Ливен Alexander Karlowitsch Lieven; * 14. Januar 1801; † 17. Februar 1880 in Moskau), seit 1826 Fürst von Lieven, war ein Generalleutnant deutschbaltischer Abstammung in russischen Diensten.

## Familie
Alexander von Lieven stammte aus dem kurländischen Adelsgeschlecht Lieven, dessen Ahnenreihe seit Beginn des 16. Jahrhunderts sicher bezeugt ist. Sein Vater war Carl Christoph von Lieven, seine Mutter Wilhelmine war eine geborene von der Osten. Sein Halbbruder Otto Andreas von Lieven war russischer Generalmajor.
Alexander Friedrich von Lieven heiratete 1838 Catharine Pankratjewa (1818–1867), Tochter des Gouverneurs von Warschau Nikita Pankratjew. Sie hatten drei Kinder: Andrei Alexandrowitsch Lieven (1839–1913), russischer Minister für Staatsbesitz (Domänen), Nikita von Lieven und Elena von Lieven.

## Laufbahn
Lieven wurde 1818 Garde-Fähnrich. 1825 verhinderte er als Leutnant eine Revolte des Moskauer Garderegiments. 1826 wurde er aide-de-camp (Flügeladjutant) des Kaisers.
Im russisch-türkischen Krieg nahm Alexander Friedrich von Lieven 1828 an der Belagerung von Varna teil. Während des polnischen Novemberaufstands nahm er 1831 an der Belagerung von Warschau und der Festung Modlin teil. 1832 wurde er zum Oberst befördert und diente im Preobraschensker Leib-Garderegiment. 1842 wurde er zum Generalmajor und stellvertretenden Festungskommandanten von Sewastopol ernannt. Von 1844 bis 1853 war er Gouverneur von Taganrog. 1853 wurde er zum Generalleutnant und Senator, nach seinem Ausscheiden aus dem aktiven Dienst 1875 titularisch zum General der Infanterie ernannt.